# Повіт Івасе
Пові́т Іва́се (яп. 岩瀬郡, いわせぐん, МФА: [iwase guɴ]) — повіт в префектурі Фукусіма, Японія. 